# Uropterygius
Uropterygius is een geslacht van straalvinnige vissen uit de familie van de Muraenidae (Murenen).

## Soorten
- Uropterygius concolor Rüppell, 1838
- Uropterygius cyamommatus Huang, Liao & Tan, 2023
- Uropterygius fasciolatus (Regan, 1909)
- Uropterygius fuscoguttatus Schultz, 1953
- Uropterygius genie Randall & Golani, 1995
- Uropterygius golanii McCosker & Smith, 1997
- Uropterygius inornatus Gosline, 1958
- Uropterygius kamar McCosker & Randall, 1977
- Uropterygius macrocephalus (Bleeker, 1865)
- Uropterygius mactanensis Huang, Balisco, Evacitas & Liao, 2023
- Uropterygius macularius (Lesueur, 1825)
- Uropterygius makatei Gosline, 1958
- Uropterygius marmoratus (Lacepède, 1803)
- Uropterygius micropterus (Bleeker, 1852)
- Uropterygius nagoensis Hatooka, 1984
- Uropterygius oligospondylus Chen, Randall & Loh, 2008
- Uropterygius polyspilus (Regan, 1909)
- Uropterygius polystictus Myers & Wade, 1941
- Uropterygius supraforatus (Regan, 1909)
- Uropterygius versutus Bussing, 1991
- Uropterygius wheeleri Blache, 1967
- Uropterygius xanthopterus Bleeker, 1859
- Uropterygius xenodontus McCosker & Smith, 1997